# 白宮國家貿易委員會
白宮國家貿易委員會（英語：White House National Trade Council）是美國第45任總統唐納·川普成立的機構，職能是向總統提供貿易談判的策略和建議。國家貿易委員會亦負責協調其他美國政府部門評估國防工業和製造業的能力，並為失業工人提供高技術製造業的就業機會。
2016年12月21日，美國候任總統川普宣布將提名加州大學爾灣分校經濟學和公共政策教授彼得·納瓦羅出任該委員會的主任，分析指出川普政府將透過貿易委員會制定減低貿易逆差、增加經濟增長和減少職位向海外流失的貿易政策。
2017年4月29日，其業務大致併入新成立的白宮貿易與製造業政策辦公室。